# Slow Horses (Roman)
Slow Horses ist ein Spionageroman des britischen Schriftstellers Mick Herron aus dem Jahr 2010. Er ist der Auftakt einer Serie um den Geheimagenten Jackson Lamb und seine Truppe ausrangierter MI5-Agenten im Slough House. Bei der Entführung eines Studenten werden sie erst zum Sündenbock, später zu Aufklärern von geheimdienstlichen Verstrickungen. Die deutsche Übersetzung von Stefanie Schäfer erschien 2018 unter demselben Titel im Diogenes Verlag. Eine Verfilmung unter dem Titel Slow Horses – Ein Fall für Jackson Lamb wurde 2022 von Apple TV+ ausgestrahlt.

## Inhalt

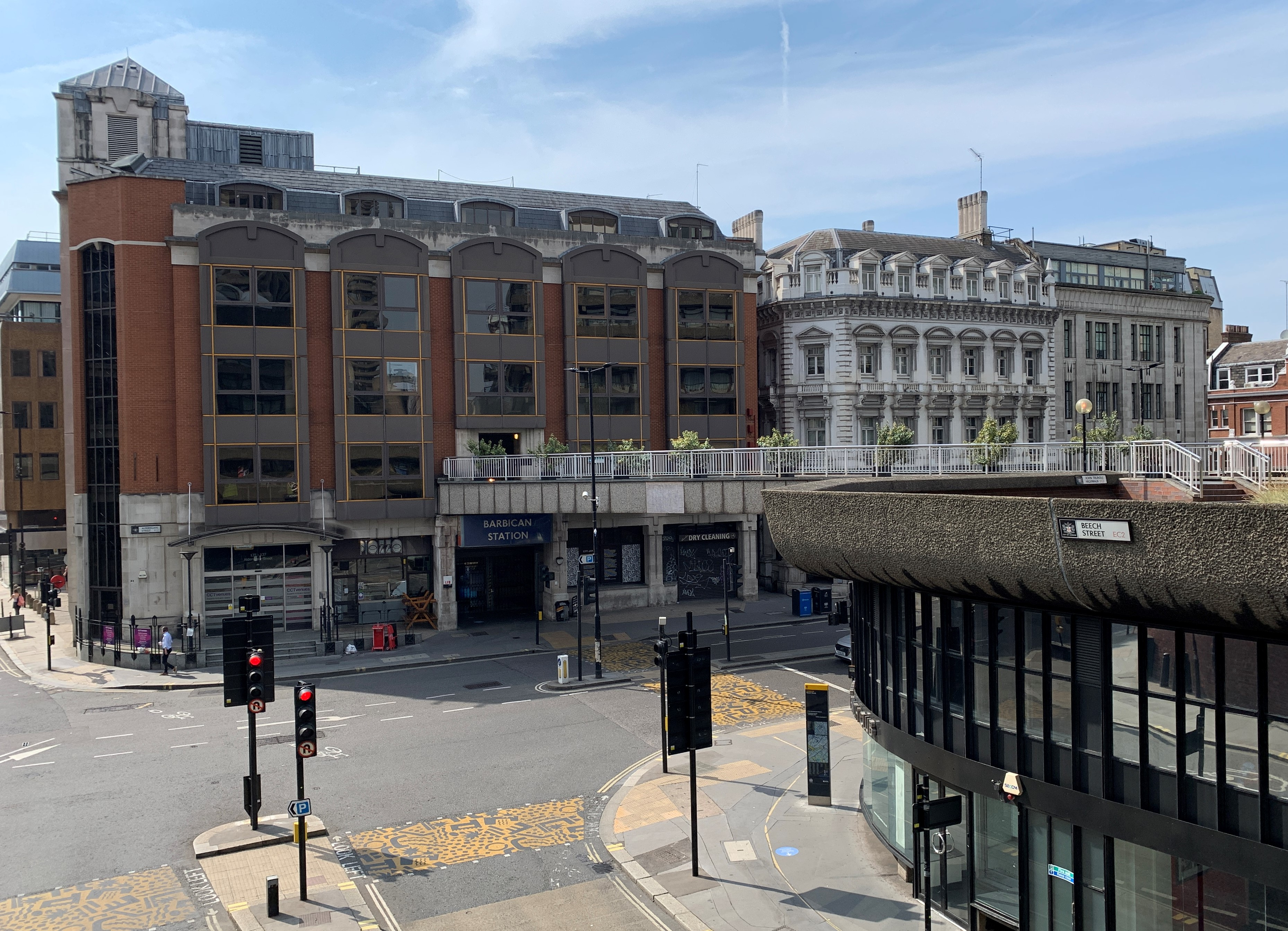
U-Bahn-Station Barbican in der Aldersgate Street; das fiktive Slough House befindet sich einen „Steinwurf“ entfernt.

Nachdem er einen Übungseinsatz am Londoner Bahnhof King’s Cross verpatzt hat, wird River Cartwright, Enkel der Geheimdienstlegende David Cartwright, strafversetzt und landet im so genannten Slough House, einer Außenstelle des britischen Inlandsgeheimdienstes MI5. Allen Agenten hier ist gemein, dass sie kaltgestellt worden sind, nachdem sie den MI5 in der Öffentlichkeit bloßgestellt haben oder bei der falschen Person in der Hierarchie angeeckt sind. Von ihren Kollegen vom Regent’s Park werden sie daher bloß abschätzig Slow Horses genannt, „lahme Gäule“. Leiter des Slough House ist Jackson Lamb, hinter dessen Fassade von Verwahrlosung und Rüpelhaftigkeit nur noch selten der brillante Agent zu erahnen ist, der er vor seinem Burn-out gewesen sein muss, und noch seltener Mitgefühl mit seinen Untergebenen.
Die einzige Agentin, die nicht in das Slough House zu passen scheint, ist Sid Baker, eine ebenso kompetente wie attraktive junge Frau, der Lamb als Einziger komplexere Aufgaben zuweist, so etwa die Beschattung des Journalisten Robert Hobden, der vornehmlich in rechtsextremen Kreisen verkehrt. Als der pakistanischstämmige Student Hassan Ahmed von einer rechtsextremen Gruppe namens Sons of Albion entführt wird, die damit droht, ihn aus Rache für islamistische Terrorakte zu enthaupten, vermutet Cartwright einen Zusammenhang. Er beschattet eigenmächtig Hobdens Wohnung, Baker kommt scheinbar zufällig hinzu und wird bei beider Versuch einer Durchsuchung angeschossen. Das letzte, was sie Cartwright sagen kann, bevor sie das Bewusstsein verliert, ist, dass sie in Wahrheit auf ihn angesetzt war. Indessen dringt der flüchtige Schütze in Lambs Büro ein, um Abhörgeräte zu entfernen, wird von Louisa Guy und Min Harper überrascht, die das leere Büro für Sex nutzen wollen, stürzt bei der Flucht unglücklich eine Treppe hinunter und stirbt.
Als sich der Tote als Jed Moody entpuppt, ein Ex-Agent aus dem Slough House, begreift Jackson Lamb die Zusammenhänge: Diana Taverner, die Vize-Chefin des MI5, hat Ahmeds Entführung inszeniert, um durch seine Befreiung dessen Onkel, einen hochrangigen Offizier des pakistanischen Militärgeheimdienstes, den Briten gewogen zu stimmen. Doch Alan Black, ihr in die Sons of Albion eingeschleuster Agent, ebenfalls ein Ex-Mitglied der Slow Horses, fliegt auf und wird von seinen Mitstreitern geköpft. Nun ist nicht länger die Befreiung Ahmeds Taverners oberstes Ziel, sondern die Vertuschung der misslungenen Operation, die sie durch den gezielten Einsatz seiner Mitarbeiter Jackson Lamb unterschieben will.
Lamb gelingt es, die Slow Horses rechtzeitig zu warnen, und alle tauchen ab, bevor die Dogs, die taktische Einheit des MI5, sie ergreifen können. Schließlich stellt sich Lamb, schleust dabei jedoch River Cartwright ins Hauptquartier des MI5 ein. Dieser macht seinen Rivalen „Spider“ Webb ausfindig und findet Beweise, dass Taverner und Webb seinen Einsatz am King’s Cross manipuliert haben, um ihn aus dem Weg zu räumen, da er ein Foto von einem Treffen Blacks mit Taverner gemacht hat. Mit diesen Dokumenten hat Lamb Taverner in der Hand, so dass ihr nichts anderes übrig bleibt, als das Slough House zu entlasten. Deren anderen Agenten gelingt unter der überraschenden Führungsstärke der Büroleiterin Catherine Standish und mit den Hacker-Verbindungen Roddy Hos in letzter Minute die Befreiung Hassan Ahmeds. Die schwer verletzte Sid Baker verschwindet aus dem Krankenhaus, als habe sie nie existiert. Doch eine namenlose Beobachterin beobachtet am Ende das Treiben im reaktivierten Slough House.

## Rezeption
Slow Horses war 2010 auf der Longlist zum Ian Fleming Steel Dagger Award. Allerdings war der Roman kein großer Verkaufserfolg, so dass der Verlag Constable die beiden Nachfolger Dead Lions und Real Tigers nicht in Großbritannien publizierte und sie lediglich über Soho Press in den Vereinigten Staaten erhältlich waren. Im Jahr 2015 brachte John Murray Paperbackausgaben der Romane heraus, die sich nur langsam beim Publikum durchsetzten. 2016 ermöglichten die Verkaufszahlen Herron erstmals eine Pause in seinem Brotberuf als Korrektor bei einer juristischen Fachzeitschrift. Den Durchbruch bedeutete die Auszeichnung von Slow Horses als Thriller des Monats durch die britische Buchhandelskette Waterstones im Jahr 2017, sieben Jahre nach der Erstveröffentlichung des Romans.
Von Kritikern wurde Mick Herron mit John le Carré, Len Deighton und Graham Greene verglichen. Laut Marcus Müntefering schreibt Herron „neben Olen Steinhauer die aufregendsten Romane über Spione und ihre Schwierigkeiten, in der zunehmenden Unübersichtlichkeit nach dem Ende des Kalten Kriegs ihre Rolle neu zu definieren.“ Mit Bezug auf die Terroranschläge am 7. Juli 2005 in London erzähle er „mit lässiger Ironie, mit viel Sinn für Details und verzögerten Pointen, die, wenn sie endlich kommen, um so mehr Punch haben.“
Tobias Gohlis macht als Vorbild der Figur Jackson Lamb Andrew Dalziel, den Serienhelden von Reginald Hill, aus, und die Atmosphäre von Slow Horses erinnerte ihn an James Gradys Roman Six Days of the Condor. Nach dem Ende des Kalten Kriegs habe sich Herron konsequent einem anderen Schauplatz zugewandt: dem Kampf im Inneren, auch im Inneren der Geheimdienste. Dabei bestehe seine Kunst „darin, uns die bösartige Geheimdienstwelt wie ein perfekt inszeniertes Zirkusstück vorzuführen: Wir bewundern die Artistik und lachen uns kaputt über diesen Bullshit.“
Peter Körte urteilt, er habe schon lange „keinen Agentenroman mehr gelesen, der so sarkastisch, so schwarz und so ideenreich war.“ Dabei nehme Herron das Genre ernst und wirble es dennoch durcheinander, bis der Leser „sich in ein Spiegelkabinett versetzt sieht, ohne zu wissen, wer wen aus welcher Perspektive zu täuschen versucht.“ Fritz Göttler kommentiert: „Das Tragische kippt bei Mick Herron immer gleich ins Absurde. Agentenslapstick.“ Dabei stehe er „mit seiner erzählerischen Ironie“ stets „auf der Seite der Underdogs“.

## Ausgaben
- Mick Herron: Slow Horses. Soho Constable, New York 2010, ISBN 978-1-56947-643-7.
- Mick Herron: Slow Horses. Aus dem Englischen von Stefanie Schäfer. Diogenes, Zürich 2018, ISBN 978-3-257-07018-7.